# Ballochmyle Viaduct
Der Ballochmyle Viaduct ist eine Eisenbahnbrücke zwischen den schottischen Ortschaften Mauchline und Catrine in der Council Area East Ayrshire. 1971 wurde das Bauwerk in die schottischen Denkmallisten zunächst in der Denkmalkategorie B aufgenommen. Die Hochstufung in die höchste Kategorie A erfolgte 1989. Unweit der Brücke befinden sich die Felsritzungen von Ballochmyle.

## Beschreibung
Als Ingenieur zeichnet John Miller aus Glasgow für die Konstruktion verantwortlich, wobei die Arbeiten durch das Unternehmen Ross & Mitchell ausgeführt wurden. Der Grundstein des Ballochmyle Viaduct wurde am 5. September 1846 gelegt und der Bau am 9. August 1848 abgeschlossen. Die auftraggebende Glasgow, Paisley, Kilmarnock and Ayr Railway gab die Strecke 1850 für den Verkehr frei. Heute führt die Brücke die Bahnstrecke Glasgow–Carlisle zwischen Auchinleck und Mauchline über den River Ayr.
Die Steinbogenbrücke überspannt das Flusstal mit sieben Rundbögen, wobei der zentrale Bogen mit einer Spannweite von 55,2 m (181 ft) auf beiden Seiten von je drei kleineren Bögen mit lichten Weiten von 15,2 m (50 ft) eingerahmt wird. Das Mauerwerk besteht aus rotem Sandstein. Alleine zur Einfassung des zentralen Bogens wurde ein härteres Gestein aus einem Steinbruch nahe Dundee verwendet.
Der Hauptbogen hat eine lichte Höhe von 50,0 m (164 ft) über dem Flussbett des Ayr. Er war im Zeitpunkt seiner Fertigstellung wohl der größte Mauerwerksbogen einer Eisenbahnbrücke weltweit und hat in Großbritannien immer noch diesen Rang.
Wegen seiner Höhe wird er von manchen auch als größer angesehen als die Grosvenor Bridge auf der Zufahrt nach Chester, die mit ihrem Segmentbogen zwar eine deutlich längere Spannweite von 61 m (200 ft), aber eine geringere Höhe aufweist.